# Epilissus armipes
Epilissus armipes là một loài bọ cánh cứng trong họ Bọ hung (Scarabaeidae).